# Bataille de la baie de Dantzig
Invasion de la Pologne
Batailles
Campagne de Pologne :
- Ultimatum allemand
- Ordre de bataille
- Opération Himmler
- Plan Pékin
- Plan Worek
- Baie de Dantzig
- Défense de la poste centrale de Dantzig
- Westerplatte
- Grudziądz
- Mokra
- Węgierska Górka
- Krojanty
- Forêt de Tuchola
- Borowa Góra
- Wizna
- La Bzura
- Hel
- Jarosław
- Brest-Litovsk
- Tête de pont roumaine
- Invasion soviétique
- Lwów
- Modlin
- Tomaszów Lubelski
- Grodno
- Krasnobród
- Wilno
- Varsovie
- Szack
- Wytyczno
- Kock

La bataille de la baie de Danzig (en polonais: bitwa w Zatoce Gdańskiej) eut lieu le 1er septembre 1939, au début de l'invasion de la Pologne, lorsque des navires de la marine polonaise furent attaqués par des avions de la Luftwaffe allemande dans la baie de Gdańsk (alors baie de Dantzig). Ce fut l'une des premières batailles au cours desquels des unités navales durent se défendre contre les attaques aériennes.

## Histoire

### Veille de la bataille
La marine polonaise de la Deuxième République de Pologne (1919-1939) avait été préparée essentiellement comme un moyen de soutenir les communications navales avec la France dans le cas d'une guerre avec l'Union soviétique. Cependant, après, il devint évident que l’agresseur serait l'Allemagne, et que l'entrée de la mer Baltique serait bloquée, trois des quatre destroyers modernes polonais furent retirés de la mer Baltique et envoyés en Grande-Bretagne, dans ce qu'on appela l'opération Pékin. Les forces restantes, consistant en un grand mouilleur de mines, un destroyer, cinq sous-marins et des navires plus petits devaient exécuter deux opérations navales majeures, à la fois pour entraver le mouvement de la marine allemande dans la région de la baie de Dantzig et son mouvement de transit entre l'Allemagne et la province de Prusse-Orientale. Tous les sous-marins furent expédiés vers leurs zones opérationnelles dans le sud de la Baltique pour participer à l'opération Worek, une tentative pour couler autant de navires allemands que possible.

### Bataille
Tous les navires de surface restants devaient être expédiés de la base navale de Gdynia vers la péninsule de Hel, d'où ils devaient commencer l'opération Rurka. Le plan était d'établir une barrière de mines navales entre la péninsule de Hel et Dantzig pour empêcher tout navire ennemi de pénétrer dans la zone.
Au crépuscule, dix navires de guerre polonais quittèrent Gdynia pour Hel, situé de l'autre côté de la baie. Là, les navires devaient commencer le mouillage des mines. Parmi eux se trouvaient, le destroyer ORP Wicher, le grand mouilleur de mines Gryf, les mouilleurs de mines/dragueurs de mines, Jaskółka, Czapla, Żuraw, Czajka, Rybitwa et Mewa et les canonnières Komendant Piłsudski et Generał Haller.
Lors de la traversée de la baie de Dantzig, la flottille fut attaquée par un groupe de 33 avions de combat allemands, surtout des bombardiers en piqué Junkers Ju 87B Stuka. Le raid aérien fut quasi inefficace, les navires polonais ne subissant que des pertes mineures. Épine dorsale de la flotte polonaise, l'ORP Gryf avec plus de 300 mines navales à bord, s’en sortit indemne.
Cependant, peu de temps après que le premier raid aérien ait été repoussé, les bombardiers allemands revinrent, autour de 18 heures. Il n'y eut pas de coup au but, mais les navires polonais subirent des dommages mineurs dus à des coups manqués de justesse et des tirs de mitrailleuses, principalement sur le mouilleur de mines ORP Gryf et le dragueur de mines ORP Mewa. Le commandant de l'ORP Gryf, le capitaine de frégate Stefan Kwiatkowski fut tué par des tirs de mitrailleuses allemands, et le gouvernail du bâtiment bloqué. Son second le Lt. Cmdr. Wiktor Łomidze craignant que sa cargaison de mines (comprenant plus de 33 tonnes d'explosifs) fût un danger pour le navire s’il était touché par une bombe ordonna que toutes les mines soient jetées à la mer.

### Après la bataille
Après une défense victorieuse contre plusieurs raids aériens consécutifs, la flottille polonaise arriva à Hel. Cependant, comme l’ORP Gryf avait abandonné toutes ses mines et avait été endommagé, l'opération Rurka dut être annulée. Seul le destroyer ORP Wicher ne reçut pas les ordres d’annulation de l'opération et se rendit sur la zone prévue des opérations pour couvrir les mouilleurs de mines. Durant la nuit, le Wicher, commandé par le capitaine de corvette Stefan de Walden, repéra deux destroyers allemands, et plus tard, un navire confondu avec un croiseur léger, mais n'attaqua pas, ne voulant pas mettre en péril l’opération.
Après leur retour à la péninsule de Hel, les deux principaux navires furent privés de la plupart de leurs équipements et servirent de plates-formes anti-aériennes dans la base navale de Hel.

## Sources
- (en) Cet article est partiellement ou en totalité issu de l’article de Wikipédia en anglais intitulé « Battle of the Danzig Bay » (voir la liste des auteurs).
- (pl) Jerzy Pertek, Wielkie dni małej floty, Poznań, 1976.